# 윤현지
윤현지(1994년 2월 14일~)는 대한민국의 유도 선수로 2020년 하계 올림픽 여자 -78 kg급에 출전했다. 2024년 하계 올림픽에 참가, 유도 혼성 단체전에서 동메달을 기록하였다.

## 학력
- 철원여자중학교 졸업
- 철원여자고등학교 졸업